# Claypool (condado de Logan)
Claypool (condado de Logan) es un área no incorporada ubicada dentro del condado de Logan (Virginia Occidental), Estados Unidos. Está catalogada como un asentamiento humano por la Junta de Nombres Geográficos de los Estados Unidos.
El número de identificación (ID) asignado por el Servicio Geológico de Estados Unidos es 1554142.

## Geografía
Se encuentra a una altitud de 256 metros sobre el nivel del mar (840 pies) según el conjunto de datos de elevación nacional.